# رایخس‌گائو دانوب سفلی
رایخس‌گائو دانوب سفلی (به آلمانی: Reichsgau Niederdonau) زیربخشی اداری مربوط به آلمان نازی بود که از ۱۹۳۸ تا ۱۹۴۵ متشکل از مناطقی در اتریش سفلی، بورگن‌لاند، بخش‌های جنوب شرقی بوهم، بخش‌های جنوبی موراویا بود.

## تاریخچه
سامانه اداری منطقه‌ای نازی‌ها موسوم به «گائو» برای بهبود مدیریت ساختار حزب در ۲۲ اردیبهشت ۱۹۲۶ در جریان یک گردهمایی حزبی تأسیس شد. از سال ۱۹۳۳ به بعد، پس از تصرف قدرت توسط نازی‌ها، گائو به‌طور فزاینده‌ای جایگزین ایالات به عنوان زیرمجموعه‌های اداری در آلمان شد. در ۱۲ مارس ۱۹۳۸، آلمان نازی اتریش را ضمیمه خاک خود کرد و ایالت‌های اتریش ضمیمه هفت گائو حزب نازی شدند. بر پایه قانون Ostmarkgesetz به تاریخ ۱۴ آوریل ۱۹۳۹، گائو اتریش به رتبه رایخس‌گائو ارتقا پیدا کرد و برایش گاولایتر تعیین شد.
در راس هر گائو یک گائولایتر قرار داشت؛ جایگاهی که به ویژه پس از شروع جنگ جهانی دوم به‌طور فزاینده‌ای قدرتمندتر شد. گائولایترهای محلی مسئولیت تبلیغ و نظارت و از سپتامبر ۱۹۴۴ به بعد، هدایت فولکس‌اشتورم و دفاع از گائو را بر عهده داشتند. جایگاه گائولایتر برای این منطقه در طی وجود آن در دست اوگو ژوری بود.